# 玉斑蛇属
玉斑蛇属（学名：Euprepiophis）有鳞目蛇亚目游蛇科的一属，目前确认有3种。
本属原被认为属于广义的锦蛇属（Elaphe）。2002年，有学者通过分子系统学研究发现传统意义上的锦蛇属并不是单系, 因而恢复了本属。
- 日本丽蛇 Euprepiophis conspicillata Boie，1826
- 横斑锦蛇 Euprepiophis perlaceus  Cantor, 1842
- 玉斑锦蛇 Euprepiophis mandarinus Stejneger, 1929